# Sigmopyrgo
Sigmopyrgo es un género de foraminífero bentónico de la subfamilia Sigmoilinitinae, de la familia Hauerinidae, de la superfamilia Milioloidea, del suborden Miliolina y del orden Miliolida. Su especie tipo es Biloculina vespertilio. Su rango cronoestratigráfico abarca el Holoceno.

## Clasificación
Sigmopyrgo incluye a la siguiente especie:
- Sigmopyrgo vespertilio